# Houmas (peuple)
Pour les articles homonymes, voir Houma.

Bannière de la Nation Unie Houma.

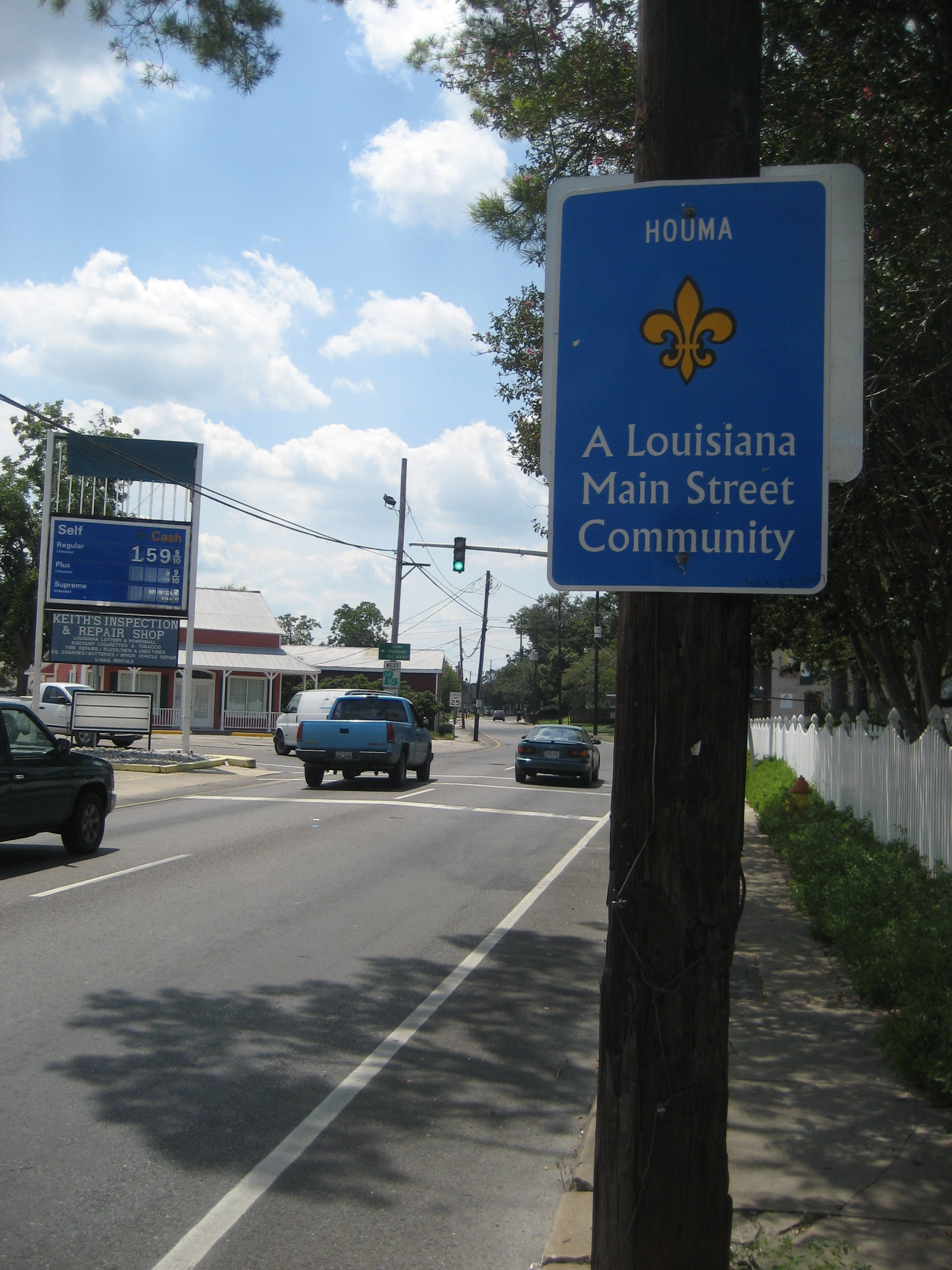
Signalisation routière de la communauté houma.

Les Houmas sont un peuple autochtone d'Amérique du Nord natif de la Louisiane. Ils forment une nation autochtone francophone depuis la disparition de leur langue d'origine à l'époque de la Louisiane française.

## Présentation
Autrefois, les Houmas vivaient principalement dans trois paroisses louisianaises : la paroisse de Feliciana Ouest, la paroisse de Feliciana Est et la paroisse de la Pointe Coupée.
Aujourd'hui, ils sont essentiellement répartis à l'ouest de l'embouchure du Mississippi, notamment dans la paroisse de Terrebonne où vivent notamment les membres de la tribu de Pointe-au-Chien dans les localités de Montegut et de Pointe-aux-Chênes.
Les Houmas forment une communauté d'environ 15 000 personnes. Depuis 2022, le Chef de la Nation Unie Houma est Lora Ann Chaisson, succédant à August "Cocoa" Creppel,.
Au milieu du XXe siècle l'United Houma Nation s'organise en gouvernement local et organise des élections. Ils sont finalement reconnus en octobre 2014 par le gouvernement fédéral des États-Unis.

## Histoire
Les Houmas sont identifiés pour la première fois par l'explorateur René-Robert Cavelier de La Salle en 1682 près du Mississippi et de la Rivière Rouge du Sud ainsi qu'autour de la future ville de Baton Rouge.
Par la suite, l'explorateur Pierre Le Moyne d'Iberville donne d'autres descriptifs complémentaires[Lesquelles ?] de ce peuple de fermiers sédentarisés.

## Origine du nom
Les travaux de l'anthropologue John R. Swanton, qui travailla avec les peuples premiers d'Amérique aux États-Unis, permettent d'avancer deux hypothèses sur l'origine des Houmas qui se disent descendants du peuple « Chakchiuma » :
- Leur emblème de guerre fut l'Écrevisse de Louisiane (écrevisse rouge) appelée "saktce-ho’ma" qui pourrait avoir donné le nom de "Chakchiuma".
- Les Houmas se disant descendants des "Chakchiuma" qui pourraient être une déformation linguistique de "Choctaw-Houma", car ils vivaient dans la même région que celle de la nation chacta.

Selon Kirby Verret, ancien chef de la Nation Unie Houma, "houma" signifie "rouge" comme la rivière Rouge d'où ils sont originaires et l'argile rouge qui donne sa couleur à la rivière, comme dans "Istrouma", le nom indien de Baton-Rouge.

## XVIIIesiècle

### Les guerres franco-anglaises
Lors du conflit qui opposa les deux grandes puissances européennes, les Houmas prirent le parti des Français. Après la Guerre de Sept Ans et ses conséquences désastreuses pour la Nouvelle-France, les tribus amérindiennes alliées des Français, subirent, en raison de leur alliance, des représailles anglaises. Les Houmas, alliés des Français durent se replier dans le sud de la Louisiane française, dans la paroisse de Terrebonne et la paroisse de La Fourche.

### La protection de la France
Le gouverneur de la Louisiane française, Jean-Baptiste Le Moyne de Bienville, intervint pour régler des conflits liés aux territoires de chasse, qui opposaient les Houmas à d'autres peuples.

## La Louisiane américaine
Après la vente de la Louisiane par Napoléon Ier aux États-Unis en 1803, la société francophone louisianaise continua à vivre selon ses règles et à parler le français pendant presque tout le XIXe siècle. Ce n'est qu'au début du XXe siècle que l'État louisianais interdit l'utilisation du français, aussi bien pour les Houmas que pour les Cadiens et les Créoles louisianais.
Les Houmas donnèrent leur nom à la ville de Houma située dans leur région en Louisiane.
La découverte du pétrole fut une nouvelle spoliation, pour les Houmas, sur leurs droits ancestraux. Ils furent expulsés des zones pétrolifères et ne purent profiter de cette manne financière.

## Langues
Jusqu'au XVIIIe siècle, les Houmas parlaient une langue proche de celle des Chactas. Cependant, les relations étroites entre ce peuple et les colons français favorisa la diffusion de la langue française, notamment du français cadien.
Au cours du XIXe siècle, les Houmas adoptèrent progressivement cette langue et perdirent avec le temps l'usage de leur langue ancestrale.
Au XXe siècle ils constituaient une ethnie amérindienne francophone. Victimes de la ségrégation aux États-Unis, ils furent interdits d'école par l'État de la Louisiane pendant une grande partie du XXe siècle. Cette injustice favorisa ce repli identitaire et permit le maintien de la langue française parmi les membres de cette communauté amérindienne, avec 40 % de locuteurs.
Depuis la deuxième moitié du XXe siècle, le peuple Houma revendique son appartenance à la francophonie au même titre que les Cadiens et les créoles de Louisiane. Quoique des jeunes Houmas francophones se mettent à l'anglais afin de s'intégrer à la société américaine, la coopération linguistique et culturelle avec le Consulat français va en se renforçant.